# Herrgottsried
Das Natur- und Landschaftsschutzgebiet Herrgottsried liegt auf dem Gebiet der Stadt Bad Wurzach im Landkreis Ravensburg in Baden-Württemberg.

## Lage
Das Gebiet liegt westlich von Gospoldshofen, einem Stadtteil von Bad Wurzach, entlang des Vögelesgrabens, eines linken Zuflusses der Wurzacher Ach, die am südwestlichen Rand des Gebietes fließt. Westlich des Gebietes verläuft die B 465 und nördlich die Kreisstraße K 7919. Das 72 ha große Naturschutzgebiet und das 88 ha große Landschaftsschutzgebiet stehen seit dem 17. August 1992 unter Schutz.

## Schutzzweck
Wesentlicher Schutzzweck des Naturschutzgebietes sind laut Schutzgebietsverordnung die Erhaltung und die erneute moorökologische Aufwertung eines durch menschliche Eingriffe stark veränderten Niedermoorkomplexes als
- Landschaftsteil von besonderer landschaftlicher Schönheit,
- Lebensraum für eine artenreiche und gefährdete Tier- und Pflanzenwelt,
- bedeutender Rastplatz im Vogelzug und
- wichtiger Bestandteil in dem Lebensraumverbund von Feuchtgebieten entlang der Wurzacher Ach und in der Region des württembergischen Allgäus.

Wesentlicher Schutzzweck des Landschaftsschutzgebietes ist die Erhaltung des mit dem Naturschutzgebiet naturräumlich zusammenhängenden Grünlandgürtels in der Talaue als Teil des Lebensraumes von im Gesamtgebiet beheimateten Pflanzen- und Tierarten, insbesondere auch von rastenden, durchziehenden und im Gebiet brütenden Vogelarten, Pufferzone zur Vermeidung nachteiliger Einflüsse auf das Naturschutzgebiet durch störende, den Naturhaushalt oder das Landschaftsbild des Tales beeinträchtigende Veränderungen, offene Landschaft von besonderer Schönheit und Eigenart zur Sicherung des Landschaftsbildes und der Erholungsfunktion.